# ریکاردو پلائز
ریکاردو پلائز (انگلیسی: Ricardo Peláez؛ زادهٔ ۱۴ مارس ۱۹۶۳) بازیکن فوتبال اهل مکزیک است.
از باشگاه‌هایی که در آن بازی کرده‌است می‌توان به باشگاه فوتبال آمریکا، باشگاه فوتبال گوادالاخارا و باشگاه فوتبال آمریکا اشاره کرد.
وی به همراه تیم ملی فوتبال مکزیک در جام جهانی فوتبال ۱۹۹۸ حضور داشته و دو گل نیز به ثمر رسانده است.